# جاكي وارد
جاكي وارد (بالإنجليزية: Jacky Ward)‏ هو كاتب أغاني أمريكي، ولد في 18 نوفمبر 1946.

## وصلات خارجية
- جاكي وارد على موقع ميوزك برينز (الإنجليزية)
- جاكي وارد على موقع ديسكوغز (الإنجليزية)